# Scopula fimbrilineata
Scopula fimbrilineata là một loài bướm đêm trong họ Geometridae.